# Hubert Kostka
Hubert Jerzy Kostka (* 27. Mai 1940 in Markdorf, Landkreis Ratibor) ist ein ehemaliger polnischer Fußballspieler und -trainer.

## Vereinskarriere
Der nur 1,79 m große Torhüter Hubert Kostka verbrachte seine gesamten Profikarriere beim polnischen Rekordmeister Górnik Zabrze. Mit dem Klub gewann er mehrere polnische Meisterschaften und Pokalsiege. 1970 stand er mit Górnik Zabrze im Finale des Pokals der Pokalsieger, wo man Manchester City mit 1:2 unterlag.

## Nationalmannschaft
Kostka spielte von 1962 bis 1972 insgesamt 32-mal für Polen. Sein größter Erfolg war die Goldmedaille bei den Olympischen Sommerspielen 1972 in München. Kurz nach der Olympiade beendete er seine Nationalmannschaftskarriere.

## Erfolge als Spieler
- Polnischer Meister (1961, 1963, 1964, 1965, 1966, 1967, 1971, 1972)
- Polnischer Pokalsieger (1965, 1968, 1969, 1970, 1971, 1972)
- Olympische Goldmedaille (1972)

## Trainerkarriere
Nach Beendigung seiner aktiven Karriere war Kostka Nachwuchstrainer bei Górnik Zabrze. Von 1976 bis Mitte 1977 war er zum ersten Mal Trainer der ersten Mannschaft von Górnik Zabrze. Anschließend war er Trainer von Szombierki Bytom, mit denen er 1980 polnischer Meister wurde. Von 1983 bis 1986 trainiert er erneut Górnik Zabrze, diesmal deutlich erfolgreicher als beim ersten Anlauf. Mit Górnik holte er den polnischen Meistertitel 1985 und 1986. Außerdem war auch noch kurzzeitig Trainer von Walka Makoszowa, Zagłębie Sosnowiec, Olimpia Poznań, Petrochemia Płock, Olimpia-Lechia Gdańsk, Raków Częstochowa, FC Grenchen und dem FC Aarau. Er war ebenfalls im Trainerstab der polnischen Nationalmannschaft unter den Trainern Kazimierz Górski, Jacek Gmoch und Antoni Piechniczek.

## Erfolge als Trainer
- Polnischer Meister (1980, 1985, 1986)